# Bolza család
A Bolza család egy magyar grófi család.

## A család története
- báró, majd gróf Bolza Péter (1752–1817) földbirtokos, Lobkovitz ezred tisztje, főstrázsamester, Mária Terézia rend lovagja.[1] Humbert Anton von Bolza (1719–1782) fia volt. Bolza Péter tábornok a XVIII. század végén  szarvasi földbirtokos lett. Bolza Péter 1792. március 8-án indigenátust (magyar nemesség honosságot) kapott I. Ferenc magyar királytól.[2] A török háború korszerű hadtápszolgálatának megszervezésével kitűnt helyi új földbirtokosnak Harruckern János György Békés megye első főispánjának az unokáját, gróf Stockhammer Antóniát (1750–1821) vette feleségül, akinek a szülei gróf Joseph von Stockhammer (c. 1725–1791) és Mária Anna Harruckern (c. 1730–1790). E házasság révén 1798-ban szarvasi földbirtokos lett. 1802. szeptember 2-án az ausztriai örök tartományokban grófi rangra emelték.[3]
- gróf Bolza József (1780. május 30. - Szarvas, 1862. május 9.) királyi kamarás.[4] Bolza Péter fia. 1805. október 31-én feleségül vette gróf németújvári Batthyány Annát (1782–1854), gróf Batthyany Imre (1742–1819) és gróf hallerkői Haller Maria Anna lányát, akivel kezdte meg a mai Anna-liget fásítását.
- gróf Bolza Péter (1824–1881) Bolza József és Batthyány Anna legkisebb fia. A tiszakürti gróf Tige Máriát vette feleségül. A Tiszakürti Arborétum alapítása fűződik nevükhöz.
- gróf Bolza Pál (1861–1947) politikus, kertépítész. Bolza Péter és gróf Tige Mária ötödik gyermeke. Felesége bojári Vigyázó Jozefina révén 1895. június 25-én magyar grófi címet szerzett neje családjával együtt I. Ferenc József magyar királytól.[5] Szolgálaton kívüli főhadnagy. Kertépítészettel foglalkozott. Magyarországon az elsők között követte a tájképi kertépítés új ágát, az idegen földrészek növényeiből álló gyűjteményes kerteket, azaz arborétumot kialakító építészeti stílust. Örökölte a szarvasi kastélyt és a birtokot, valamint nagybátyjától, a családban Pepi bácsinak nevezett Bolza Józseftől a mai arborétum területét.
- gróf Bolza Marietta (1911–1996) festő - grafikus. Bolza Pál lánya. Finom, hangulatos, realista szemléletű akvarelljein és olajképein főként a természetet (fák, virágok, bokrok stb.), valamint az épített környezetet (kolostorok, templomok, várak) ábrázolta. A Szarvasi Arborétumban, amelyet apja hozott létre, 1985 óta állandó tárlata van.